# فيلفينتوس
فيلفينتوس (Βελβεντός) هي مدينة في كوزاني في مقاطعة فوريا إلادا في اليونان.
يبلغ عدد سكانها حوالي 3251 نسمة.